# Encentrum putorius
Encentrum putorius är en hjuldjursart som beskrevs av Wulfert 1936. Encentrum putorius ingår i släktet Encentrum och familjen Dicranophoridae. Inga underarter finns listade i Catalogue of Life.